# Stazione di Carovigno
La stazione di Carovigno è la stazione ferroviaria della linea Adriatica posta nel territorio dell'omonimo comune.
La stazione fu aperta  nel 1865 assieme al tronco ferroviario Bari-Brindisi.